# Greifautomat

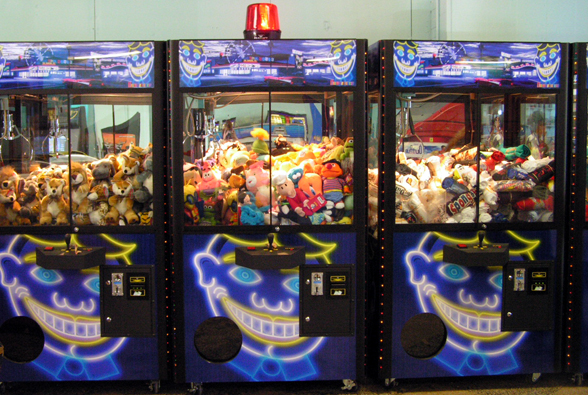
Greifautomat mit Kuscheltieren

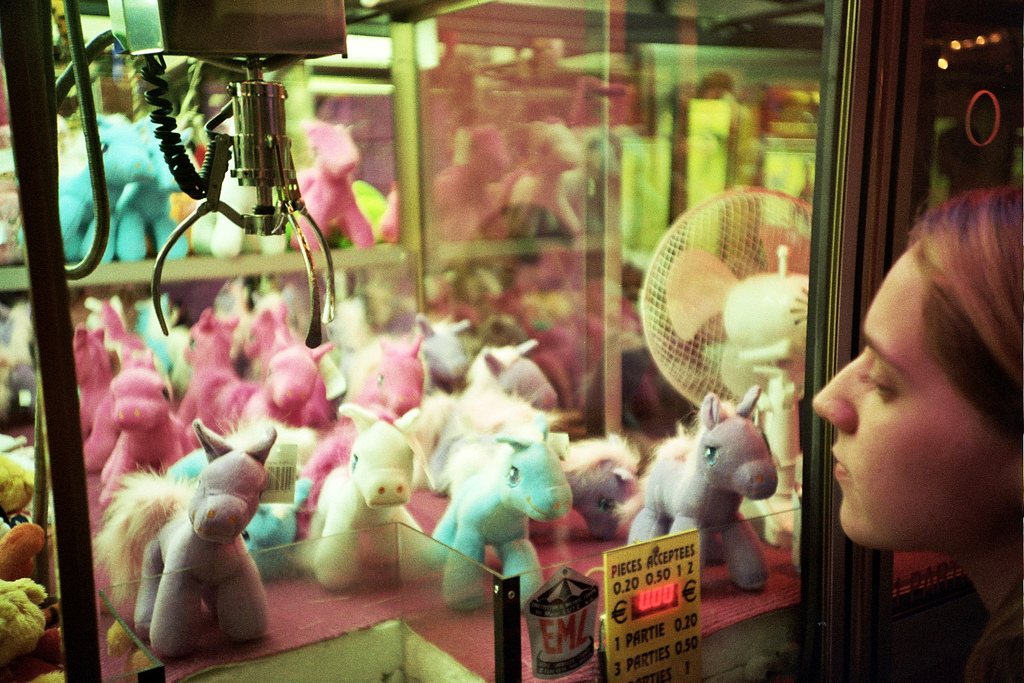
Greifautomat (Detail) mit typischem Greifer und Ausgabeschacht. Selten sind die Plüschtiere so aufgestellt.

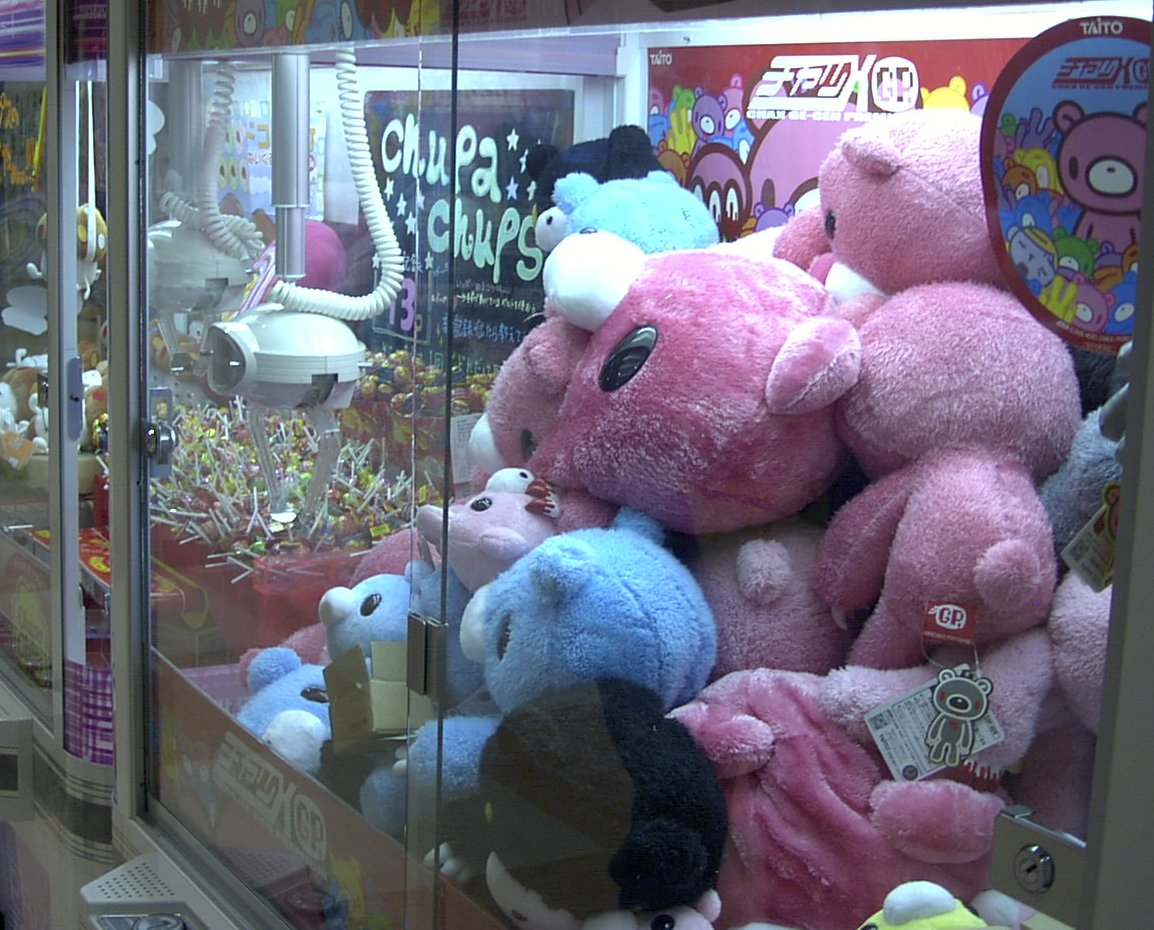
Links ist der Greifer bei diesem Ufo-Catcher

Ein Greifautomat (kurz: Greifer), Kraller oder Spielzeugautomat (Englisch Claw crane oder Skill crane) ist eine Kombination aus Verkaufsautomat und Spielautomat. Der Warengewinnautomat kann nach Münzeinwurf und Gewinn beispielsweise Spielzeuge wie Plüschtiere ausgeben. Es gibt auch Greifautomaten für Schmuck wie Armbanduhren und Ringe, elektronische Geräte sowie für Süßigkeiten und Murmeln. Der erste Greifer, hauptsächlich zum Angeln von Süßigkeiten, war 1965 der Crown 602 von Taito.
Die Einführung der Greifautomaten (stehende Form) in Deutschland gelang der Firma Reppel Handels GmbH im Jahr 1980. 1982 folgte der sogenannte „Bodengreifer“, dessen Konzept heute noch einzigartig ist. Man blickt hierbei von oben auf die Kralle und die darunter auf Bodenhöhe liegenden Waren. Im Jahr 1985 wurde der auch heute häufig auf Jahrmärkten gesehene „Greifercontainer“ oder „Greiferanhänger“ eingeführt.

## Komponenten von Greifautomaten
Ein Greifautomat besteht aus diversen Teilen. Die Grundkomponenten lassen sich wie folgt aufgliedern:
- Der Schlitten, bestehend aus mehreren Einphasen-Reihenschlussmotoren, bewegt die Kralle und ist im oberen Teil des Gerätes montiert.
- Die Kralle, meistens bestehend aus drei Bügeln, wird über eine Spule elektromagnetisch zum Schließen gebracht.
- Die Steuerungsplatine
- Das Netzteil (Arbeitsspannung Steuerung meist 12 V, Schlitten und Kralle ca. 40–50 V, jeweils Gleichspannung)
- Das Bedienfeld, meist bestehend aus einem Joystick oder Tastern
- Die etwa würfelförmige Kammer ist auf 3 bis 4 Seiten – meist mit Einscheibensicherheitsglas – verglast, um guten Einblick zu gewährleisten. Ist die Hinterwand innen verspiegelt, wird zusätzlich ein Spiegelbild der zu greifenden Güter und der in die Kammer blickenden Menschen sichtbar.
- Die Ausgabe erfolgt über einen Trichter, der in eine Rutsche nach außen mündet.

## Funktion
Vorab unterscheidet man zwischen dem ersten Typ mit „Joystick“, bei dem man den Schlitten beliebig oft in einem vorgegebenen Zeitraum in x- und z-Achse fahren kann, und der zweiten Version mit zwei Tastern. Hierbei kann man nur einmal nach hinten und nach rechts fahren. Es sind keinerlei Korrekturen der Position im Nachhinein möglich.
Mit der Geldeingabe wird die Münze oder der Geldschein nach einigen Kriterien auf Echtheit geprüft. Danach erfolgt die Freigabe der Steuerung, meist eines Joysticks. Mittels eines motorisierten Achsenschlittens, der in x- und z-Achse bewegt wird, lassen sich Waren, beispielsweise Plüschtiere, in dem Automaten anzielen. Ist die Bewegung erfolgt, so senkt sich die Seilwinde mit der Kralle meist auf Knopfdruck ab und greift zu. Anschließend bewegt er sich über den Ausgabeschacht und öffnet die Kralle. Wenn die Kralle etwas bis dorthin befördert hat, fällt das freigegebene Produkt in einen Ausgabeschacht. Die Kralle greift unterschiedlich stark zu, sodass auch Fehlgriffe bei guter Vorwahl der Greiferstellung möglich sind. Die Stärke kann dabei vom Automatenbetreiber eingestellt werden, beispielsweise auf zufallsgesteuert oder dass eine vorgegebene Gewinnrate nicht überstiegen wird.
Die Auszahlrate (engl. „payout-rate“) beeinflusst das Spielsystem durch Begrenzen der Gewinnchancen. Dieses geschieht über eine Modulation (oder auch Taktung) der Kralle in einem bestimmten Zyklus. Beispiel: Die Auszahlrate ist vom Betreiber so eingestellt, dass die Kralle jedes fünfte Spiel mit 60 % zugreift und die restlichen Spiele mit 20 % der maximalen Kraft arbeitet. Ein Gerät mit Auszahlrate lässt sich meistens anhand einer am Auswurf platzierten Lichtschranke identifizieren. Diese quittiert die ausgeworfenen Waren und passt das Programm und die Rate automatisch an.

## Glücksspiel
Die Ausgabe nach Geldeinwurf ist am Spielautomat nicht garantiert. Nach einem Urteil des Amtsgerichts Cottbus zur Feststellung von Plüschtiergreif-Automaten als Glücksspiel wird festgestellt, dass es sich dabei „keineswegs um einen Warenverkaufsautomaten [handelt], dessen Funktionsweise durch Angebot, Annahme und Warenausgabe bestimmt wäre, sondern zweifelsfrei um ein Spielgerät, denn der überragende Zeitraum der Vorganges liegt nicht in der schlichten Auswahl des gewünschten Kaufobjektes, sondern in der Bedienung des Bedienhebels, Beobachtung der Auswirkung auf den Greifer, Einschätzung dessen vertikaler Position über dem gewünschten Objekt und Greifversuch. [...] Keiner der vorstehend genannten Personen ist es gelungen die ausgewählte Ware in den Auswurfschacht zu befördern. Ein Kauf kam damit überhaupt nicht zustande. Gleichwohl behielt das Gerät den eingeworfenen Euro.“

## Vorfall
Im Januar 2024 gelangte in einem Einkaufszentrum in Capalaba, südöstlich Brisbane, Queensland, Australien ein dreijähriges Kind unbeobachtet in die Kammer eines Greifautomats mit großen Plüschtieren. Die Polizei schlug eine der Scheiben ein, das Kind wurde unverletzt herausgehoben.